# Temporada 1983-84 de los Philadelphia 76ers
La temporada 1983-84 fue la trigésimo quinta de los Philadelphia 76ers en la NBA, y la vigésimo primera en Filadelfia, Pensilvania, tras haber jugado hasta entonces en Syracuse bajo el nombre de Syracuse Nationals. La temporada regular acabó con 52 victorias y 30 derrotas, ocupando el tercer puesto de la conferencia Este, clasificándose para los playoffs, en los que cayeron en primera ronda ante New Jersey Nets.

## Elecciones en elDraft
| Ronda | Puesto | Jugador        | Posición  | Nacionalidad   | Universidad         |
| ----- | ------ | -------------- | --------- | -------------- | ------------------- |
| 1     | 17     | Leo Rautins    | Alero     | Canadá         | Syracuse            |
| 2     | 47     | Ken Lyons      | Ala-Pívot | Estados Unidos | North Texas         |
| 2     | 64     | Claude Riley   | Pívot     | Estados Unidos | Texas A&M           |
| 6     | 139    | Sedale Threatt | Base      | Estados Unidos | West Virginia Tech* |

## Temporada regular
| División Atlántico   | División Atlántico | División Atlántico | División Atlántico | División Atlántico | División Atlántico | División Atlántico | División Atlántico | División Atlántico |
| Equipo               | G                  | P                  | %                  | PD                 | Casa               | Fuera              | Div                |                    |
| -------------------- | ------------------ | ------------------ | ------------------ | ------------------ | ------------------ | ------------------ | ------------------ | ------------------ |
| y-Boston Celtics     | 62                 | 20                 | .756               | –                  | 33–8               | 29–12              | 13–11              |                    |
| x-Philadelphia 76ers | 52                 | 30                 | .634               | 10                 | 32–9               | 20–21              | 15–9               |                    |
| x-New York Knicks    | 47                 | 35                 | .573               | 15                 | 29–12              | 18–23              | 12–12              |                    |
| x-New Jersey Nets    | 45                 | 37                 | .549               | 17                 | 29–12              | 16–25              | 12–12              |                    |
| x-Washington Bullets | 35                 | 47                 | .427               | 27                 | 25–16              | 10–31              | 8–16               |                    |

## Playoffs

### Primera ronda
Philadelphia 76ers vs. New Jersey Nets 
| Fecha       | Partido                                     | Ciudad          |
| ----------- | ------------------------------------------- | --------------- |
| 18 de abril | Philadelphia 76ers 101, New Jersey Nets 116 | Philadelphia    |
| 20 de abril | Philadelphia 76ers 102, New Jersey Nets 116 | Philadelphia    |
| 22 de abril | New Jersey Nets 100, Philadelphia 76ers 108 | East Rutherford |
| 24 de abril | New Jersey Nets 102, Philadelphia 76ers 110 | East Rutherford |
| 26 de abril | Philadelphia 76ers 98, New Jersey Nets 101  | Philadelphia    |
|             | New Jersey Nets gana las series 3-2         |                 |

## Estadísticas
| Rk | Jugador          | Edad | P  | PT | MP   | TC  | TCI  | %TC  | T3  | T3I | %T3  | TL  | TLI  | %TL  | RO  | RD  | RT   | AS  | RB  | TAP | BP  | FP  | PTS  |
| -- | ---------------- | ---- | -- | -- | ---- | --- | ---- | ---- | --- | --- | ---- | --- | ---- | ---- | --- | --- | ---- | --- | --- | --- | --- | --- | ---- |
| 1  | Moses Malone     | 28   | 71 | 71 | 36.8 | 7.5 | 15.5 | .483 | 0.0 | 0.1 | .000 | 7.7 | 10.2 | .750 | 5.0 | 8.4 | 13.4 | 1.4 | 1.0 | 1.5 | 3.5 | 2.6 | 22.7 |
| 2  | Julius Erving    | 33   | 77 | 77 | 34.8 | 8.8 | 17.2 | .512 | 0.1 | 0.3 | .333 | 4.7 | 6.3  | .754 | 2.5 | 4.4 | 6.9  | 4.0 | 1.8 | 1.8 | 3.0 | 2.8 | 22.4 |
| 3  | Maurice Cheeks   | 27   | 75 | 75 | 33.3 | 5.1 | 9.4  | .550 | 0.1 | 0.3 | .400 | 2.3 | 3.1  | .733 | 0.6 | 2.1 | 2.7  | 6.4 | 2.3 | 0.3 | 2.4 | 2.6 | 12.7 |
| 4  | Andrew Toney     | 26   | 78 | 72 | 32.8 | 7.6 | 14.4 | .527 | 0.2 | 0.5 | .316 | 5.0 | 6.0  | .839 | 0.7 | 1.7 | 2.5  | 4.8 | 0.9 | 0.3 | 3.8 | 3.2 | 20.4 |
| 5  | Bobby Jones      | 32   | 75 | 0  | 23.5 | 3.0 | 5.8  | .523 | 0.0 | 0.0 | .000 | 2.2 | 2.8  | .784 | 1.2 | 3.1 | 4.3  | 2.5 | 1.4 | 1.4 | 1.3 | 2.7 | 8.3  |
| 6  | Clint Richardson | 27   | 69 | 12 | 22.8 | 3.2 | 6.9  | .467 | 0.0 | 0.1 | .000 | 1.1 | 1.5  | .767 | 0.9 | 1.5 | 2.4  | 2.2 | 0.7 | 0.3 | 1.4 | 2.1 | 7.6  |
| 7  | Clemon Johnson   | 27   | 80 | 10 | 21.5 | 2.4 | 5.2  | .468 | 0.0 | 0.0 |      | 0.9 | 1.4  | .611 | 1.6 | 3.3 | 5.0  | 0.7 | 0.4 | 0.8 | 1.2 | 2.6 | 5.7  |
| 8  | Wes Matthews     | 24   | 14 | 5  | 20.9 | 3.2 | 7.2  | .446 | 0.1 | 0.5 | .143 | 0.6 | 1.0  | .643 | 0.4 | 1.2 | 1.6  | 4.4 | 0.8 | 0.1 | 2.1 | 2.3 | 7.1  |
| 9  | Marc Iavaroni    | 27   | 78 | 71 | 19.6 | 1.9 | 4.1  | .463 | 0.0 | 0.0 | .000 | 1.2 | 1.7  | .740 | 1.2 | 2.8 | 4.0  | 1.2 | 0.5 | 0.7 | 1.6 | 2.8 | 5.1  |
| 10 | Sam Williams     | 24   | 70 | 12 | 19.6 | 2.8 | 5.8  | .477 | 0.0 | 0.0 | .000 | 1.2 | 1.9  | .647 | 1.7 | 3.0 | 4.7  | 0.9 | 0.9 | 1.5 | 1.4 | 2.9 | 6.7  |
| 11 | Bruce Kuczenski  | 22   | 3  | 2  | 13.3 | 0.3 | 2.7  | .125 | 0.0 | 0.0 |      | 0.3 | 0.7  | .500 | 0.3 | 1.7 | 2.0  | 0.7 | 0.3 | 0.3 | 1.7 | 2.3 | 1.0  |
| 12 | Franklin Edwards | 24   | 60 | 0  | 10.9 | 1.4 | 3.7  | .380 | 0.0 | 0.0 | .000 | 0.6 | 0.8  | .708 | 0.2 | 0.8 | 1.0  | 1.5 | 0.5 | 0.1 | 0.8 | 1.3 | 3.4  |
| 13 | Sedale Threatt   | 22   | 45 | 0  | 10.3 | 1.4 | 3.3  | .419 | 0.0 | 0.2 | .125 | 0.5 | 0.6  | .821 | 0.4 | 0.5 | 0.9  | 0.9 | 0.3 | 0.0 | 0.7 | 1.4 | 3.3  |
| 14 | Leo Rautins      | 23   | 28 | 3  | 7.0  | 0.8 | 2.1  | .362 | 0.0 | 0.0 |      | 0.2 | 0.4  | .600 | 0.3 | 0.9 | 1.2  | 1.0 | 0.3 | 0.1 | 0.7 | 1.1 | 1.7  |
| 15 | Charles Jones    | 26   | 1  | 0  | 3.0  | 0.0 | 1.0  | .000 | 0.0 | 0.0 |      | 1.0 | 4.0  | .250 | 0.0 | 0.0 | 0.0  | 0.0 | 0.0 | 0.0 | 0.0 | 1.0 | 1.0  |

## Galardones y récords
| Jugador        | Galardón                              |
| Julius Erving  | 2.º Mejor quinteto de la NBA All-Star |
| Moses Malone   | 2.º Mejor quinteto de la NBA          |
| Bobby Jones    | Mejor quinteto defensivo de la NBA    |
| Maurice Cheeks | Mejor quinteto defensivo de la NBA    |
| Andrew Toney   | All-Star                              |